# Comuna Fundu Moldovei, Suceava
Fundu Moldovei este o comună în județul Suceava, Bucovina, România, formată din satele Botuș, Botușel, Braniștea, Colacu, Delnița, Deluț, Fundu Moldovei (reședința), Obcina, Plai și Smida Ungurenilor.
Fundu Moldovei este o comună reprezentativă pentru zona de munte a județuli Suceava, ca vatră etnofolclorică deosebit de interesantă, consemnată ca atare încă de la începutul secolului, când a fost aleasă, la îndemnul istoricului Ion Nistor, ca una din cele patru puncte de reper pentru cercetările sociologice întreprinse de Dimitrie Gusti - primele de gen din România.
Fundu Moldovei este o regiune conservatoare, locuită de munteni, creatori și păstrători ai unor forme proprii de viață materială și spirituală; comuna atrage prin elemente de arhitectură tradițională și de civilizație a lemnului, prin viața păstorească și prin celelalte ocupații, prin meșteșuguri, costum popular, obiceiuri, ceremeonialuri, prin diversitatea coregrafică a jocurilor populare, repertoriul muzical, viața culturală în general.
Fundu Moldovei este locul unde activează ansamblul artistic "Arcanul", una din cele mai reprezentative formații artistice din Bucovina, atât ca "performanțe" - premii la festivaluri din Olanda, Irak, Polonia, Bulgaria, Germania, Ungaria, cât și ca origini - înaintașii celor de astăzi au dansat și s-au bucurat de succes în 1908 la Viena și în 1937, la Londra.
Fundu Moldovei este gazda Festivalului "Buna Vestire", festival de cântece și poezii religioase ce se desfășoară sub patronajul Arhiepiscopiei Sucevei și Rădăuților și care are ca scop valorificarea tradițiilor ortodoxe și etalarea unor forme de artă populară.
Fundu Moldovei este locul unde se mai pot întâlni obiceiuri și tradiții, așa cum în unele părți le mai povestesc doar bătrânii: la momentele importante din viața omului - naștere, nuntă, înmormântare - și la diferite date din calendar, în special la cele două mari sărbători: Paștele - impistritul ouălor, binecuvântarea bucatelor de la Slujba de Înviere - și cele de iarnă, respectiv de Crăciun și de Anul Nou - colinda; clopoțelul; buhaiul; jocurile cu măști; capra și cerbul; ursul; moșul și baba; mirele și mireasa; semănatul; teatrul popular; steaua, multe din acestea, datorită acurateții filonului de folclor autentic, înregistrate și aflate de ani buni în arhivele unor televiziuni din țară și străinătate.
Localitatea Fundu Moldovei este atestată documentar pentru prima dată într-un hrisov al lui Ioan Grigore Calimah, prin care dăruiește Mariei jitniceroaiei mai mulți munți din ținutul Câmpulung Moldovenesc, în 1761: "adică muntele Cucoșul, muntele Găina, Valea Porșescul, muntele Petrișul, muntele Mestecăniș, moșia Botăș din FUNDU MOLDOVEI, muntele Muncelul Străjii și munții ce se cheamă Fața Câmpulungului" (FUNDU MOLDOVEI - o așezare din ocolul Câmpulungului bucovinean).

## Demografie
Componența etnică a comunei Fundu Moldovei
     Români (95,51%)
     Alte etnii (0,13%)
     Necunoscută (4,35%)
Componența confesională a comunei Fundu Moldovei
     Ortodocși (89,33%)
     Adventiști (5,3%)
     Alte religii (0,67%)
     Necunoscută (4,7%)
Conform recensământului efectuat în 2021, populația comunei Fundu Moldovei se ridică la 3.720 de locuitori, în creștere față de recensământul anterior din 2011, când fuseseră înregistrați 3.594 de locuitori. Majoritatea locuitorilor sunt români (95,51%), iar pentru 4,35% nu se cunoaște apartenența etnică. Din punct de vedere confesional, majoritatea locuitorilor sunt ortodocși (89,33%), cu o minoritate de adventiști (5,3%), iar pentru 4,7% nu se cunoaște apartenența confesională.

## Politică și administrație
Comuna Fundu Moldovei este administrată de un primar și un consiliu local compus din 13 consilieri. Primarul, Tudor-Ion Zdrob[*], de la Partidul Național Liberal, este în funcție din 2004. Începând cu alegerile locale din 2024, consiliul local are următoarea componență pe partide politice:
|  | Partid                          | Consilieri | Componența Consiliului | Componența Consiliului | Componența Consiliului | Componența Consiliului | Componența Consiliului | Componența Consiliului | Componența Consiliului | Componența Consiliului |
|  | ------------------------------- | ---------- | ---------------------- | ---------------------- | ---------------------- | ---------------------- | ---------------------- | ---------------------- | ---------------------- | ---------------------- |
|  | Partidul Național Liberal       | 8          |                        |                        |                        |                        |                        |                        |                        |                        |
|  | Alianța pentru Unirea Românilor | 2          |                        |                        |                        |                        |                        |                        |                        |                        |
|  | Alianța Dreapta Unită           | 1          |                        |                        |                        |                        |                        |                        |                        |                        |
|  | Partidul Social Democrat        | 1          |                        |                        |                        |                        |                        |                        |                        |                        |
|  | Timiș Ioan                      | 1          |                        |                        |                        |                        |                        |                        |                        |                        |

## Recensământul din 1930
Componența etnică a comunei Fundu Moldovei
     Români (73,34%)
     Germani (23,6%)
     Evrei (2,5%)
     Altă etnie (0,56%)
Componența confesională a comunei Fundu Moldovei
     Ortodocși (70,08%)
     Romano-catolici (13,08%)
     Mozaici (2,5%)
     Evanghelici\Luterani (11,05%)
     Adventiști (0,42%)
     Altă religie (2,87%)
Conform recensământului efectuat în 1930, populația comunei Fundu Moldovei se ridica la 4.288 locuitori. Majoritatea locuitorilor erau români (73,34%), cu o minoritate de germani (23,6%) și una de evrei (2,5%). Alte persoane s-au declarat: ruteni (2 persoane), polonezi (3 persoane), maghiari (1 persoană), ruși (3 persoane). Din punct de vedere confesional, majoritatea locuitorilor erau ortodocși (70,08%), dar existau și romano-catolici (13,08%), mozaici (2,5%), evanghelici\luterani (11,05%) și adventiști (0,42%). Alte persoane au declarat: greco-catolici (7 persoane), baptiști (3 persoane), altă religie (13 persoane), religie nedeclarată (6 persoane) și fără religie (14 persoane).